# De Bueyes
De bueyes fue una banda de rock argentino formada en el año 2009 por miembros de Bersuit Vergarabat. Se separó en 2011 tras el regreso de esa banda a los escenarios.

## Historia
El 13 de agosto de 2008, Oscar Righi convence a Daniel Suárez, para hacer un álbum juntos. En junio de 2009, Bersuit Vergarabat se separa luego de veintidós años de carrera, debido a que su vocalista principal, Gustavo Cordera, iniciara su carrera solista. Righi y Suárez deciden continuar con su proyecto. Para ello invitan al bajista Pepe Céspedes, para que participara en el disco y luego se sumaron Germán Sbarbati y Martín Pomares; este último había sido técnico de sonido de la antigua agrupación. 
El 13 de octubre de 2009, lanzan su primer disco, titulado Más que una yunta. Este álbum cuenta con tres cortes de difusión: «Dicho popular», «Transparencia» y «De una pasión».
La banda se separa tras el retorno de Bersuit Vergarabat en 2011.

## Miembros
- Oscar Humberto Righi (guitarras, programación, bajo y voz)
- Daniel Alberto Suárez (voz y coros)
- Germán "Cóndor" Sbarbati (voz, coros, y guitarra eléctrica)
- Pepe Céspedes (bajo, guitarras, guitarrón y coros)
- Martín Pomares (guitarra eléctrica, bandola y bajo)

### Miembros adicionales
- Cristian Borneo (batería)
- Gabriel Pedernera (batería)

## Discografía
| Año  | Título            | Discográfica |
| 2009 | Más que una yunta | Sony Music   |

## Videografía
| Canción           | Álbum                    |
| ----------------- | ------------------------ |
| Un dicho popular  | Más que una yunta (2009) |
| Más que una yunta | Más que una yunta (2009) |
| Transparencia     | Más que una yunta (2009) |